# Izba Reprezentantów (Filipiny)
Izba Reprezentantów (fil. Kapulungán ng mgá Kinatawán ng Pilipinas, ang. House of Representatives) – izba niższa parlamentu Filipin, złożona z 240 członków wybieranych na trzyletnią kadencję. 219 mandatów obsadzanych jest w jednomandatowych okręgach wyborczych, z zastosowaniem ordynacji większościowej. Pozostałe 21 miejsc zarezerwowane jest dla kandydatów wyłonionych w wielomandatowym okręgu ogólnokrajowym, gdzie stosuje się ordynację proporcjonalną. Listy kandydatów w tym okręgu są układane i firmowane przez partie polityczne, jednak mogą się na nich znajdować wyłącznie przedstawiciele mniejszości etnicznych. Wyborca oddaje dwa głosy - jeden na kandydata w okręgu mandatowym, a drugi na jedną z list w okręgu ogólnokrajowym.
Czynne prawo wyborcze przysługuje obywatelom Filipin w wieku co najmniej 18 lat, zamieszkującym na terytorium tego kraju na co najmniej rok przed wyborami oraz na terenie swojego okręgu wyborczego przez przynajmniej pół roku. Kandydaci muszą mieć nie mniej niż 25 lat, umieć czytać i pisać, posiadać obywatelstwo filipińskie od urodzenia (wykluczeni są obywatele naturalizowani) oraz mieszkać na terenie okręgu, w którym kandydują, na co najmniej rok przed wyborami.